# Carl Plinke
Carl Plinke (auch: Karl Plinke; * 14. April 1867 in Hannover; † nach 1943) war ein deutscher Figuren- und Landschaftsmaler.

## Leben

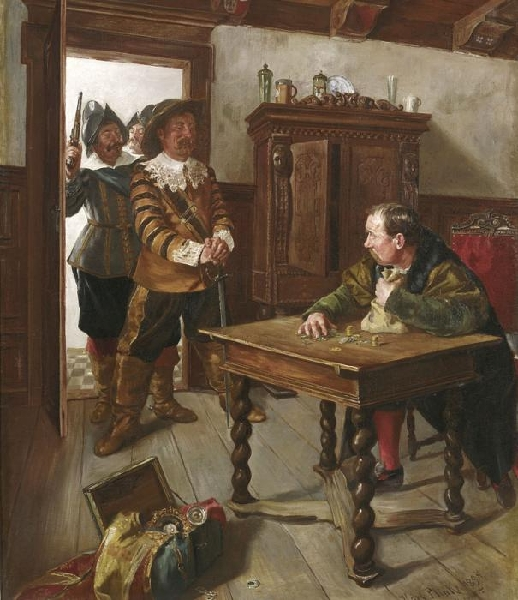
„Die Konfiszierung des Pfeffersacks“;
historisierendes Ölgemälde über die Zeit des Dreißigjährigen Krieges von Plinke, datiert 1894

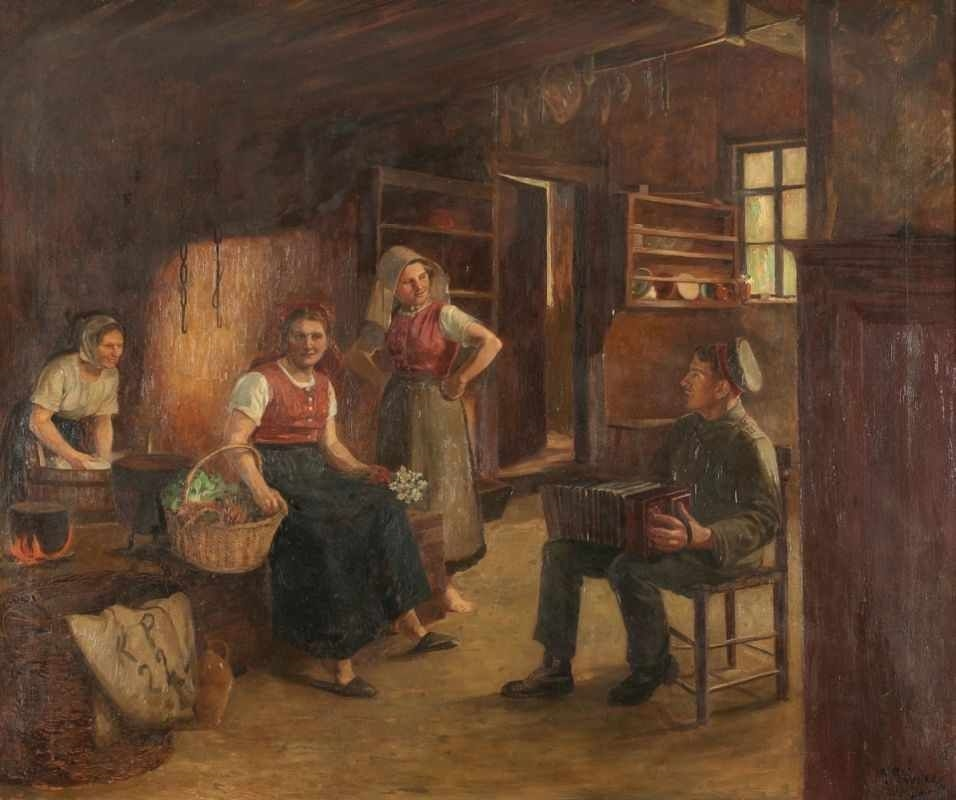
„Musizierender Soldat in der Küche“;
Öl auf Leinwand 100 × 120 cm, 1918 oder 1922

Plinke war der Sohn eines Partikuliers. Er besuchte ab dem 31. Mai 1887 die Vorschulklasse der Akademie der Bildenden Künste in München.
Zur Zeit des Deutschen Kaiserreichs betrieb Plinke ein „Atelier für dekorative Malerei“. Von dort aus stand er von 1912 bis 1915 mit dem Hannoveraner Schokoladenhersteller Sprengel in geschäftlicher Beziehung, wie Korrespondenz und dem Unternehmen unterbreitete Kostenvoranschläge belegen.
Auf der Herbstausstellung Niedersächsischer Künstler des Kunstvereins Hannover und der Großen Deutschen Kunstausstellung im Haus der Deutschen Kunst in München 1938 stellte der siebzigjährige Carl Plinke seine Werke aus. Er präsentierte neben seinem Selbstbildnis auch eigene Landschaftsbilder, „die den Weg vom Stimmungshaften zu schärferer Erfassung der Wirklichkeit“ zeigten.

## Bekannte Werke (Auswahl)
- 1895: Das von Plinke signierte und „Hannover [18]95“ datierte Werk „Enthauptung Johannes des Täufers“ auf Leinwand in den Maßen 171 × 132 cm brachte bei einer Kunstauktion am 29. November 1996 auf Schloss Ahlden unter der Losnummer 1342 den Zuschlag bei 8000 DM.[7]
- 1908: Ankauf eines „Interieur“ Plinkes durch die Stadt Hannover[8]
- um 1910: Ausmalung der „Treppenhaushalle“ des neu erbauten Kunstmuseums in Kiel[9]
- 1939: „Christus als Weltenrichter“, ein klassizistisch gehaltenes Gemälde im Tympanon der Petri-Pauli-Kirche in Bad Münder, mutmaßlich von Carl Plinke gefertigt, bei einer grundlegenden Renovierung des Kirchengebäudes 1995 freigelegt[10]
- „Kreuzigungsdarstellung“ in der Kapelle nördlich des Chores der Gartenkirche St. Marien in Hannover[11]
- Das Sprengel Museum Hannover hält in seiner Graphischen Sammlung zwei Zeichnungen Plinkes vor.[12]

## Archivalien
Archivalien von und über Carl Plinke finden sich beispielsweise
- im Firmenarchiv und Nachlass Bernhard Sprengel, dort in der Abteilung Herstellung und Verpackung im Niedersächsischen Landesarchiv (Standort Hannover) unter der Signatur NLA HA Dep. 105 Nr. 197[5]